# Joshua Maurer
Joshua Maurer (* 20. September 1996 in Germiston, Südafrika) ist ein ehemaliger kanadischer Skispringer.

## Werdegang
Maurer gab sein internationales Debüt im Oktober 2011 bei einem Junioren-Springen in Lake Placid. Im Februar 2012 startete er in Brattleboro erstmals im FIS-Cup. Dabei erreichte er im zweiten Springen die Top 10. Ein Jahr später gab er in Iron Mountain sein Debüt im Skisprung-Continental-Cup. Dabei blieb er in allen drei Springen ohne Punkteerfolg. Im März 2013 gewann er bei den Kanadischen Meisterschaften Silber in der Junioren-Klasse. Bei den Nordischen Junioren-Skiweltmeisterschaften 2014 im Val di Fiemme sprang er von der Normalschanze auf den 62. Platz.
Im Januar und Februar 2015 startete Maurer erneut im Continental Cup, blieb dabei jedoch erneut ohne Punkte. Erst in Kuopio im August gelang ihm dies in beiden Springen. Da es jedoch bis Januar 2016 die einzigen Punkte blieben, ging er zurück nach Kanada und startete in Whistler im Rahmen des FIS-Cup. Als Dritter stand er dabei erstmals auf dem Podium. Im September 2016 gelang Maurer in Lillehammer erneut der Sprung in die Punkteränge im Rahmen des Continental Cup. Leider konnte er diesen Erfolg in den folgenden Springen nicht wiederholen. Ende September nahm er in Hinzenbach an der Qualifikation zum Skisprung-Grand-Prix teil und schaffte den Sprung in den Wettbewerb. Als 44. schied er bereits nach dem ersten Durchgang aus. Zurück im Continental Cup blieb er bis Januar 2017 meist weit hinter den Punkterängen in allen Springen bereits in Durchgang eins hängen. Erst in Garmisch-Partenkirchen und später auch in Sapporo konnte er erneut Punkte holen.
Bei den Nordischen Skiweltmeisterschaften 2017 in Lahti verpasste Maurer die Qualifikation zum Springen im Einzel von der Normalschanze. Im Mixed-Team-Springen auf gleicher Schanze wurde er gemeinsam mit Natasha Bodnarchuk, Taylor Henrich und MacKenzie Boyd-Clowes Zwölfter. In der Qualifikation zum Springen von der Großschanze wurde er wie auch der Bulgare Wladimir Sografski disqualifiziert. Grund dafür waren Mängel an den Anzügen der beiden Springer.
Am 11. Februar 2018 trat er letztmals international an.

## Statistik

### Continental-Cup-Platzierungen
| Saison  | Sommer | Sommer | Winter | Winter | Gesamt | Gesamt |
| Saison  | Platz  | Punkte | Platz  | Punkte | Platz  | Punkte |
| ------- | ------ | ------ | ------ | ------ | ------ | ------ |
| 2015/16 | 076.   | 019    | –      | –      | 131.   | 019    |
| 2016/17 | 088.   | 009    | 137.   | 005    | 147.   | 014    |
| 2017/18 | –      | –      | 103.   | 011    | 139.   | 011    |